# Шелфорд, Ангус
А́нгус Уор Ше́лфорд (англ. Angus Whare Shelford; род. 2 октября 1976, Окленд) — новозеландский боксёр, представитель тяжёлой весовой категории. Выступал за сборную Новой Зеландии по боксу во второй половине 1990-х — первой половине 2000-х годов, двукратной чемпион Океании, победитель и призёр турниров национального значения, участник летних Олимпийских игр в Сиднее.

## Биография
Ангус Шелфорд родился 2 октября 1976 года в пригороде Окленда, Новая Зеландия.
В 1996 году вошёл в состав новозеландской национальной сборной и выступил на чемпионате Содружества в Южной Африке, где дошёл в зачёте тяжёлой весовой категории до стадии четвертьфиналов.
Первого серьёзного успеха на международном уровне добился в сезоне 1997 года, когда одержал победу на чемпионате Океании в Папуа — Новой Гвинее и побывал на Арафурских играх в Австралии, где был остановлен в четвертьфинале.
На чемпионате Океании 1999 года на Таити выиграл серебряную медаль, уступив в решающем финальном поединке соотечественнику Гарту да Силве. Кроме того, в супертяжёлом весе стал бронзовым призёром предолимпийского турнира в Австралии.
В 2000 году Шелфорд выиграл чемпионат Океании в категории свыше 91 кг и благодаря череде удачных выступлений удостоился права защищать честь страны на летних Олимпийских играх в Сиднее. На Играх, тем не менее, провёл только один единственный бой — в стартовом поединке супертяжёлого веса со счётом 5:19 потерпел поражение от представителя Украины Алексея Мазикина и сразу же выбыл из борьбы за медали.
После сиднейской Олимпиады Ангус Шелфорд остался в составе боксёрской команды Новой Зеландии и продолжил принимать участие в крупнейших международных турнирах. Так, в 2002 году он завоевал бронзовую медаль на домашнем чемпионате Океании в Туапо, проиграв в полуфинале тяжёлого веса соотечественнику Шейну Кэмерону.
Рассматривался в числе основных кандидатов на участие в Олимпийских играх 2004 года в Афинах, однако на предшествовавшем чемпионате Океании в Тонга был снят с финала из обнаруженной у него ушной инфекции — из-за этого вынужден был отказаться от поездки на Олимпиаду и вскоре принял решение завершить спортивную карьеру.